# Paso de Humaitá
El Paso de Humaitá fue forzado exitosamente por la escuadra de la Marina del Brasil el 19 de febrero de 1868 en conjunto con una ofensiva terrestre distractiva realizada por los ejércitos aliados, en el marco de la guerra de la Triple Alianza. 

## Antecedentes
Finalizada la batalla de Curuzú (3 de septiembre de 1866) la flota aliada, fundamentalmente unidades de la Marina de Brasil se concentraron frente al fuerte capturado controlando el curso inferior del Río Paraguay y alistándose para el asalto a la siguiente posición paraguaya cerrando el camino a Asunción del Paraguay, el Fuerte de Curupayty.
Tras la sangrienta e infructuosa batalla de Curupayty (22 de septiembre de 1866) siguió un largo período de inactividad. Bartolomé Mitre vio desacreditado su comando, el nuevo ministro de marina de Brasil Afonso Celso de Assis Figueiredo dispuso el relevo del almirante Tamandaré y su reemplazo por el vicealmirante Joaquim José Inácio de Barros, futuro vizconde de Inhaúma, mientras que el mariscal de Caxias era nombrado comandante en jefe del ejército y armada brasileños, asumiendo el comando superior de las fuerzas aliadas cuando Bartolomé Mitre se vio obligado por las guerras civiles a ausentarse en febrero de 1867.
El 1 de agosto Mitre se reintegró al frente y presionó al almirante brasileño para forzar el paso de Curupayty mientras el ejército cerraba el cerco por tierra. Pese a la oposición de Inácio, Caxias finalmente accedió.
En las primeras horas de la mañana del 15 de agosto de 1867, mientras una división de cañoneras bombardeaba Curupayty, el grueso de la flota de encorazados forzaba el paso sin mayores daños.

## Impasse
El paso de Curupayty fue un éxito para los aliados, especialmente para Mitre, quien impulsó un nuevo e inmediato movimiento para superar las defensas de la Fortaleza de Humaitá. Desde un punto de vista naval, la posición paraguaya era más fuerte que la de Curupayty y tanto Caxias como Inácio objetaron nuevamente.

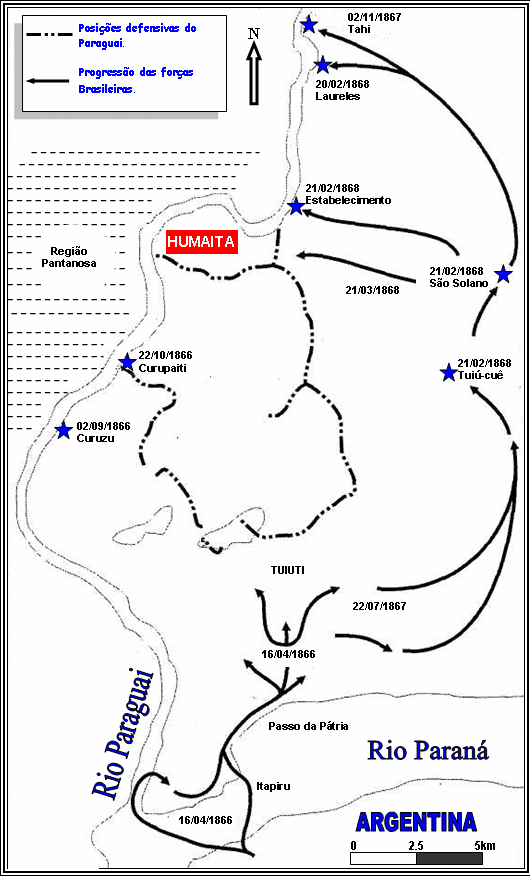
Operaciones de cerco sobre Humaita

Los mandos brasileños consideraban la operación en extremo arriesgada por temor a las baterías paraguayas e innecesaria por juzgar que el flanqueo y cerco terrestre serían suficientes desde el momento que la flota paraguaya había sido seriamente disminuida tras la batalla del Riachuelo, agregando que los daños a la flota, aunque mínimos, impedían concretar la operación, que el pasaje de Humaitá era más cerrado y angosto, que las cadenas que lo cruzaban dejarían expuesta a la flota suficiente tiempo como para ser destruida y que la solución pasaba por un nuevo flanqueo y sitio.
Mitre aseguraba por su parte que los blindajes de los encorazados y monitores imperiales (entre 3" y 4") serían invulnerables a los mayores cañones paraguayos, lo que consideraba demostrado en el paso de Curupayty: los proyectiles apenas si producían depresiones en el blindaje, rompían pernos y llegaban a perforar algunas chimeneas y las partes débiles de las corazas, como le sucedió al Tamandaré.
Respecto de los pequeños vapores sobrevivientes consideraba que serían suficientes para que el enemigo abasteciera las fortificaciones y trasladara hombres y pertrechos entre posiciones, lo que pronto también se vería demostrado.
Por otra parte, la línea de cadenas era tan vulnerable como las balsas que la sostenían y un nuevo flanqueo demoraría aún más que el de Curupayty y paralizaría la escuadra y las operaciones por años.
Los mandos brasileños apelaron nuevamente a su gobierno, pero en diciembre el vicepresidente argentino Marcos Paz cayó enfermo víctima de la epidemia de cólera que asolaba la ciudad de Buenos Aires y Mitre debió regresar para hacerse cargo de la presidencia. La muerte de Paz el 2 de enero de 1868 lo obligó a abandonar el mando de las fuerzas aliadas de manera definitiva.
Al mando Caxias, las operaciones se concentraron en la operación de cerco, mientras la escuadra permanecía dividida, parte en su apostadero frente a Curuzú y una división fondeada más allá de Curupayty, milla y media aguas abajo de Humaitá, en peligrosa situación entre ambas fortificaciones y debiendo utilizar para sus comunicaciones y abastecimientos un camino precario abierto en el Chaco.
La división mantenía su posición formando en dos líneas, la de vanguardia compuesta por el Silvado, Cabral, Lima Barros y Barroso y dando frente a Curupayty el Tamandaré, Colombo, Brasil, Herval y Mariz e Barros. Completaban la formación las chatas acorazadas Cuevas, Lindóia y Riachuelo.
Francisco Solano López aprovechó bien la demora. Aprovechando las noches durante los meses que siguieron evacuó a Humaitá gradualmente parte de las tropas sitiadas en Curupayty y la mayor parte de los cañones (dejando solo 22 piezas), pese a lo que el fuerte de Curupayty caería finalmente recién el 23 de marzo de 1868 una vez forzado el paso de Humaitá, confirmando también la opinión de Mitre de que esperar la caída por sitio terrestre no era una opción.

## Presión
Imahúma, al igual que Caxias, temía en el fondo más una amenaza de conflicto con la Argentina que el peligro paraguayo. El ministro de marina, Afonso Celso de Assis Figueiredo, vizconde de Ouro Preto, lo instaba con suma diplomacia a actuar pero el almirante se negaba a hacerlo, convencido del riesgo que corría su escuadra y presuponiendo intenciones ulteriores de Mitre. 
En carta a Celso de Assis del 2 de agosto de 1867, días antes del pasaje de Curupayty al que también se oponía, llegaba a afirmar que "la destrucción de la escuadra brasileña acaso pueda relacionarse con la proyectada fortificación de la isla de Martín García".
Pese al éxito del pasaje del 15 de agosto, ante la presión por avanzar sobre Humaitá se preguntaba, temiendo aún una agresión de Mitre o producto de un nuevo gobierno surgido de una revolución en el Río de la Plata: "¿es prudente llevar la parte más importante de nuestra marina a un desastre seguro e inevitable sin el convencimiento de que ese desastre evita otro mayor o da el triunfo a las armaas del imperio?"
Celso de Assis le respondía el 21 de septiembre de 1867 "¿No seria posible efectuarlo sacrificando alguno de los acorazados que se consideran inútiles? El peligro seria grande pero el alcance moral, cuando no el resultado material, le compensarían con exceso. ¿Serían en realidad aquellas fortificaciones tan formidables como de lejos parecían? ¿puede declarárselas inexpugnables antes de haberse intentado tomarlas?"
Y el 2 de octubre, apelando al orgullo del almirante, Celso insistía "espero que en la presente guerra ha de hacer V.E. alguna hazaña semejante, quizá mayor que la del americano Farragut, cuyos acorazados no carecieron por otra parte de defectos, suplidos por el genio y la osadía del general, cualidades que por fortuna no le faltan a V.E.".
En diciembre de 1867 el ministro de marina Celso de Assis dirigió a Inácio una nueva carta reservada en que exponía que "no habiendo prababilidad de hacer callar á las baterías de Humaitá por los medios ordinarios de la guerra, empleados hasta aquí; desde que el pasaje de aquellas baterías ofrece condiciones de practicabilidad, que anteriormente no existían; y finalmente, desde que nada hemos hecho aun para llegar á la convicción de lo imposible, creo, señor almirante, que V. E. va á emprender, si ya no ha emprendido, la solución del grande y glorioso problema (...) Pienso en la posibilidad de efectuar el pasaje durante una noche oscura y aún tempestuosa."
Finalmente, Caxias recibió la presión directa del emperador para ordenar el pasaje, lo que decidió la cuestión.
Para entonces, los ejércitos de la triple alianza, cerca de 40 000 hombres de las tres armas, habían conseguido flanquear por la izquierda las posiciones del llamado "Cuadrilátero paraguayo", y ocupaban ya Tayi y Villa del Pilar sobre la margen izquierda del río Paraguay, aguas arriba de Humaitá, los que fueron inmediatamente fortificados. 
Las posiciones paraguayas de Humaitá habían sido sometidas por seis meses a un intenso y constante bombardeo por las baterías terrestres y por la escuadra. Aparte de daños civiles (entre los más conocidos la iglesia que fue reducida a escombros), si bien los cuarteles del ejército fueron en su mayor parte destruidos y algunos cañones de las baterías desmontados, la capacidad defensiva no resultó seriamente afectada.

## Paso de Humaitá

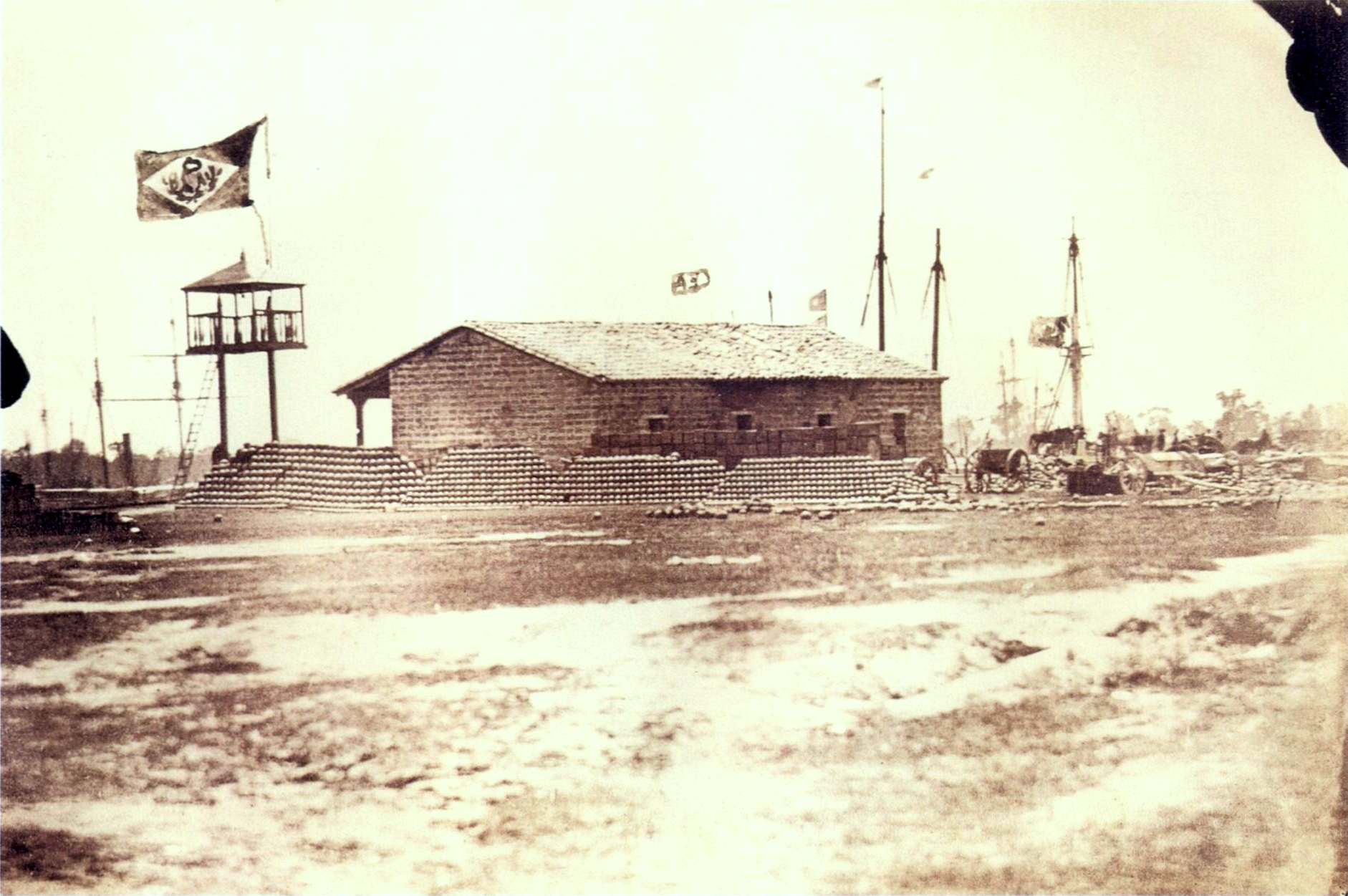
Humaitá, vista desde tierra, ca. 1868

Entre Curupayty y Humaitá, el curso del río Paraguay efectuaba varias curvas. En la que enfrentaba a la fortaleza, en unos 8000 metros de barranca se habían construido baterías de casamata a 6 m de altura sobre el río. Las mayores, centrales del dispositivo, eran las baterías Londres (16 piezas de grueso calibre) y la batería Cadenas (18 cañones). A derecha e izquierda se extendían las baterías Amboró (10 cañones), Conchas (14), Tacna y Octava (11), Carbón (12), Umbú (11), Comandancia (5), Humaitá (2), Maestranza (1) y Coimbra (3). A esos 114 cañones podían sumar sus tiros en la curva algunas de las baterías del dispositivo que enfrentaba el llano, aumentando el número a más de 150 piezas de diversos calibres, que podían hacer converger hasta un máximo de 130 proyectiles en un mismo punto. 
Comandaba Humaitá el coronel Paulino Alén, secundado por los oficiales de artillería coronel Francisco J. Martínez y comandantes Pedro Gill, Remigio Cabral y Pedro Hermosa, quienes serían responsables directos de las baterías. 
El pasaje fluvial que allí describía una curva especialmente cerrada y arrimada a la costa paraguaya, estaba defendido también por varias líneas de torpedos o "máquinas infernales" y por tres cadenas de pulgada y media de espesor, sostenidas por diez lanchones.
Finalmente, una estacada estrechaba aún más el paso.

## Plan de ataque

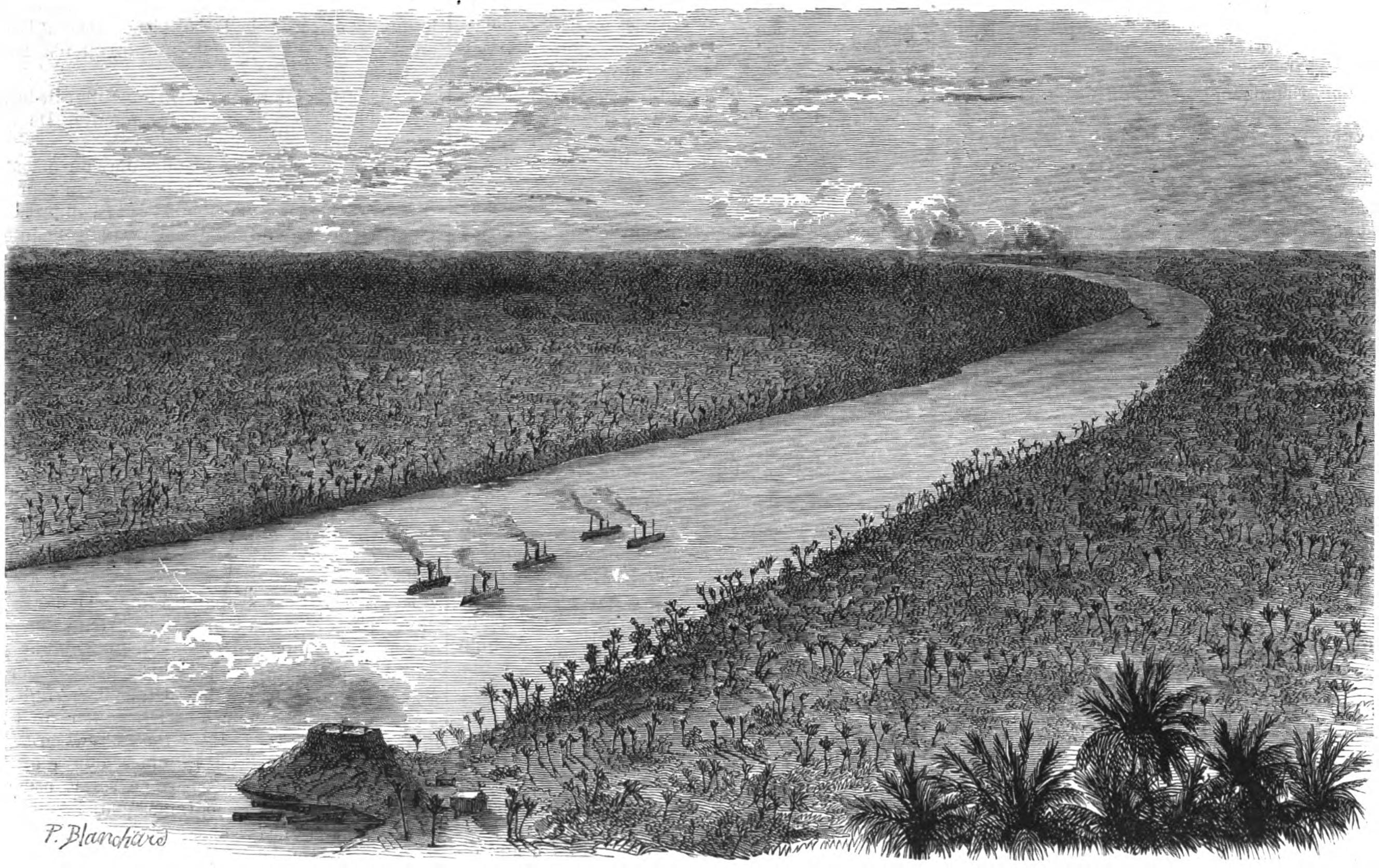
Acorazados de la escuadra brasileña a lo largo del río Paraguay, cerca de Humaitá, 19 de febrero.

Tras esperar la incorporación de los nuevos monitores construidos en los astilleros de Río de Janeiro aprovechando la noche del 18 de febrero, la 3ª División Naval al mando del capitán de mar y guerra Delfim Carlos de Carvalho, futuro almirante y barón del Pasaje, compuesta de los monitores Rio Grande do Sul, Pará, Bahía y Alagoas forzó el paso de Curupayty enfrentando durante una hora el fuego de los 22 cañones paraguayos que permanecían aún en esa posición.
Como preparación al pasaje, el encorazado Silvado recibió órdenes de destruir las chatas que sostenían las cadenas que obstruían el canal del río. La operación fue realizada con éxito y las cadenas quedaron muy por debajo del nivel del agua, con lo que teniendo en cuenta la creciente del Río Paraguay en esa época, los buques de la escuadra podrían pasar sobre ellas sin el menor obstáculo.
El grueso de la escuadra brasileña, incluidas las cañoneras Ipiranga, Yguatemy, Majé, Parnahyba, Beberibé y Recife, y las bombarderas Pedro Afonso y Forte de Coimbra, iniciaría un violento bombardeo de distracción sobre Humaitá, en combinación con un ataque sobre el Reducto Cierva, posición fortificada situada en la ribera opuesta que cruzaba sus fuegos con la de Humaitá.
En simultáneo, las fuerzas argentinas y brasileñas que sitiaban la plaza lanzarían un ataque desde todas las direcciones sobre las trincheras para hacer pensar al mando paraguayo que estaba ante un asalto a la plaza.
Por su parte, aprovechando la distracción y la oscuridad reinante, una división reducida al mando de Delfim Carlos de Carvalho encararía el pasaje de Humaitá.
El plan de Carvalho consistía en aparear tres acorazados y tres monitores, avanzando en doble hilera pese a la estrechez del pasaje. Si bien las amarras podían en teoría facilitar el remolque en la eventualidad de que algún buque viera inutilizadas sus máquinas, el gobierno de los buques en esas condiciones era en extremo dificultoso y demoraría la operación.
Así el Barroso, Bahía (buque insignia) y Tamandaré llevarían a babor a los monitores Rio Grande, Alagoas y Pará. Los buques harían el pasaje de Humaitá a toda máquina, con los portalones cerrados y el blindaje de los buques reforzado con bolsas de arena, tablones de madera y cadenas de fierro, y sin abrir fuego para evitar ofrecer un blanco claro a sus adversarios.

## El pasaje

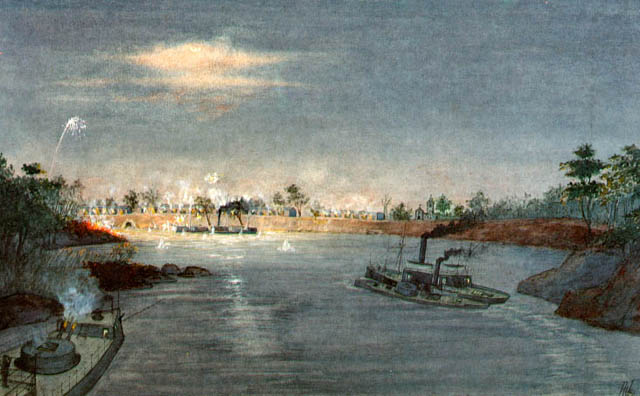
El Bahía atravesando la línea de cadenas en el Paso de Humaitá, seguido por el Tamandaré y el Pará (Acuarela del almirante Trajano Augusto de Carvalho)

A media noche la división Carvalho inició su avance. En Curupayty, los paraguayos detectaron el movimiento de la escuadra enemiga con dirección á Humaitá y lanzaron cohetes de aviso. 
Los defensores de Humaitá empezaron de inmediato a encender grandes fogatas sobre las dos orillas del río para facilitar la puntería a sus artilleros y apenas los encorazados penetraron el canal del río frente á la fortaleza, fueron recibidos por el fuego graneado de sus cañones en combinación con la artillería colocada en el Chaco. 
Sin más incidente que algunas varaduras que desorganizaron la marcha y la rotura del cabo que unía al Bahía con el Alagoas y la posterior deriva de esta río abajo, a las 3 de la mañana cinco de los buques de la división habían franqueado el paso sufriendo escaso daño.

## Acciones finales

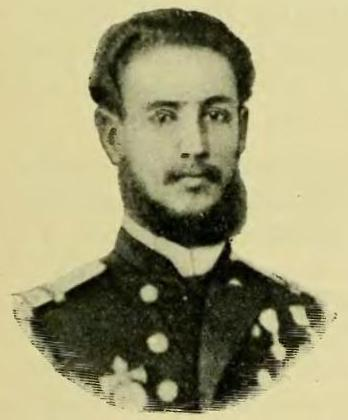
Cordovil Maurity.

Pocas horas después la escuadra enfrentó el Fuerte de Timbó, aguas arriba de Humaitá, consiguiendo dañar sus baterías (12 piezas de a 68 y 32), pero sufriendo algunos daños, mínimos en el Rio Grande (6 impactos en su casco), importantes en el Tamandaré y el Para.
El Alagoas, al mando de Antônio Cordovil Maurity, recibió órdenes de desistir del paso y reunirse con el resto de la escuadra, pero mientras el resto de la división seguía adelante, persistió en el intento y tras tres tentativas frustradas consiguió cruzar a paso lento pero sostenido bajo el fuego concentrado de las baterías enemigas, con cerca de 200 impactos en la superestructura pero sin sufrir daños de consideración.
Llegó también solo a la posición de Timbó y debió enfrentar sus baterías que, aunque disminuidas en su capacidad, alcanzaron a causarle daños. El Alagoas había sido la nave más dañada en la operación y "no tenía un metro cuadrado de su casco sano".
Tras forzar seguidamente el Fuerte de Laurel, a las 10:30 llegaron a Tayí, donde se les reunió el Alagoas y los tres buques más dañados fueron embicados. Carvalho siguió con los restantes hasta Asunción (24 de febrero) en una inútil demostración de fuerza que dio ocasión a Francisco Solano López de evacuar Humaitá con el grueso de su ejército y artillería sin ser molestado por la escuadra, pasándose al Chaco y remontando el margen del río hasta establecer una nueva línea de defensa en Tebicuarí. 
El historiador Joaquim Nabuco afirmaría que "El paso de Curupayty (15 de agosto de 1867), una serie de victorias parciales y, sobre todo, el gran suceso del paso de Humaitá, son como rayo de luz en esta larga noche de ansiedades".